# Camp morfogen (biologia del desenvolupament)
En biologia del desenvolupament, un camp morfogen és una àrea localitzada de l'embrió que té efectes sobre el desenvolupament de determinats òrgans.
El primer camp morfogen fou descobert per Hans Spemann en els seus experiments amb cristal·lins de granota i, més tard, en els seus experiments amb gàstrules d'amfibis, gràcies als quals li fou concedit el Premi Nobel de Fisiologia o Medicina de 1935.